# Leiocassis poecilopterus
 Leiocassis poecilopterus és una espècie de peix de la família dels bàgrids i de l'ordre dels siluriformes.

## Morfologia
Els mascles poden assolir els 17 cm de longitud total.

## Distribució geogràfica
Es troba a Tailàndia, Malàisia i Indonèsia.